# Za'atara
Za'atara, en arabe : زعترة, est une ville du gouvernorat de Bethléem en Palestine, située à 11 km au sud-est de Bethléem, en Cisjordanie.
Selon le recensement du bureau central palestinien des statistiques, la localité compte une population de 7 849 habitants en 2017.